# Makk-féle összeesküvés
Makk-féle összeesküvés néven ismert az a mozgalom, amelyet Makk József szervezett, Kossuth Lajos nevében és felhatalmazásával, az 1848–49-es forradalom és szabadságharc folytatásaképpen a Habsburg-uralom ellen.

## Előzmények
Az 1848-as forradalom leverése után a magyar társadalomban tovább élt a remény, hogy a szabadságharc külföldi segítséggel újrakezdhető. Ez a remény segített abban, hogy az elnyomást el tudják viselni, de külpolitikai szempontból nem volt reális alapja. Ennek ellenére a magyarság várta egyrészt az angol, francia, esetleg török segítséget, Kossuth és Bem visszatérését.
Makk József tüzér ezredes vállalkozott az erdélyi fegyveres felkelés megszervezésére. 1851-ben Makk kiment Törökországba Kossuthhoz, és együtt kidolgozták a felkelés tervét. 1851. június 25-én Kossuth írásos meghatalmazást adott Makknak a mozgalom előkészítésére. A felhatalmazás kiterjedt a hadsereg újjászervezésére, a fegyverek és hadi felszerelések beszerzésére is. A mozgalom célja a magyarországi Habsburg-uralom megdöntése, illetve Magyarország függetlenségének kivívása volt, és ehhez a törvényes alapot az 1849. április 14-ei trónfosztás képezte. A mozgalom célkitűzései több változatban eljutottak Magyarországra, de mivel a függetlenség ügyét nem kapcsolták össze a társadalmi átalakulás továbbvitelének szükségességével és a nemzetiségi kérdést is csak felemás módon kívánták rendezni, ezért nem voltak alkalmasak a felkeléshez szükséges széles tömegbázis megteremtésére.
A szervezkedés központja Bukarestben volt, Nagy József szabómester házában. Ez lehetőséget nyújtott arra, hogy felvegyék a kapcsolatot a román forradalmárokkal. A mozgalom előkészítésébe Makk az 1848-as forradalomból ismert emberei közül azokat vonta be, akik beszéltek románul: Figyelmessy Fülöp, Rózsafy Mátyás, Szarka László, Borza Áron és Hajnal Róza.

## Szervezet
Az összeesküvés szervezete – Giuseppe Mazzini olaszországi szervezkedésének mintájára – az „évszakrendszert” alkalmazta. Az ország területét 12 részre osztották, ezeknek a vezetői voltak a „hónapok”. Ezek megszervezték a területükön a „hetek” (azaz megyék) kialakítását és így tovább lefelé a napokat (községek), órákat, sőt perceket és másodperceket. A szervezeten belül mindenki csak a felettesét ismerte. A szervezet tagjai nem gyűltek össze nagyobb csoportban, kizárólag csak négyszemközt érintkezhettek egymással. Az összeesküvés tagjai szinte kizárólag közép- és kisnemesek, városi kispolgárok és értelmiségi foglalkozásúak voltak; a tömegbázis jószerivel hiányzott.
A szervezkedés közvetlen célja az volt, hogy felfegyverezzenek néhány ezer embert a hegyek között, akik majd zaklatják a császári hatóságokat. A következő lépés a közigazgatás ellenőrzésének megszerzése illetve kormányalakítás lett volna. A szervezők a legeredményesebbek a „11. hónap”, azaz a Székelyföld területén voltak, amelynek élén Török János marosvásárhelyi tanár állt. A másik két erdélyi hónapban – a magyar többségű vármegyéket összefogó „10. hónapban” és a szászföldi „12. hónapban” – a szervezkedés még csak megkezdődött, amikor a rendőrség már megkezdte a letartóztatásokat.

## A mozgalom vége
A mozgalomba azonban sikerült beépülnie egy osztrák kémnek: Bíró Mihálynak, aki Török János egyik legközelebbi munkatársa volt, Ignatz A. néven értesítéseket küldött Heydte bárónak, az osztrák hadsereg székelyudvarhelyi körzetparancsnokának. Bíró, aki 1849-ben fogságba esett, annak köszönhette gyors kiszabadulását, hogy bécsi ügynökké vált. 1851 őszén átadta az osztrákoknak az emigrációban tartózkodó vezérektől érkezett utasításokat, a szervezet levelezését és rejtjelkulcsát. Az árulás következményeképpen 1851 szilveszterén házkutatást tartottak Makk bukaresti titkos székhelyén. Az ezredest a házigazda Nagy József lélekjelenlétének köszönhetően nem tudták letartóztatni, de iratai a császári hatóság kezébe kerültek és ezeknek alapján megkezdődött a szervezet módszeres felgöngyölítése. 1852. január 24-én éjjel letartóztattak körülbelül hatvan mozgalmárt, köztük három nőt, és a nagyszebeni fogházba szállították őket. A külföldre menekült Makk eközben Erdélybe küldte Váradi József volt honvéd főhadnagyot, azzal a feladattal, hogy újból építse ki a hálózatot és – tekintettel a várhatóan kirobbanó orosz−török háborúra – gyorsítsa meg a fegyveres felkelés előkészületeit. A várt tömeges csatlakozás azonban elmaradt, Váradi csak egy nagyon kis létszámú csapatot tudott felfegyverezni, amelynek a lakosság passzív magatartása miatt még az élelmezés is gondot okozott. Az osztrák hatóságok így a szabadcsapat tagjainak nagy részét komolyabb erőfeszítés nélkül el tudták fogni, és 1854. február 14-én Váradi Józsefet is kézre tudták keríteni.

## A székely vértanúk

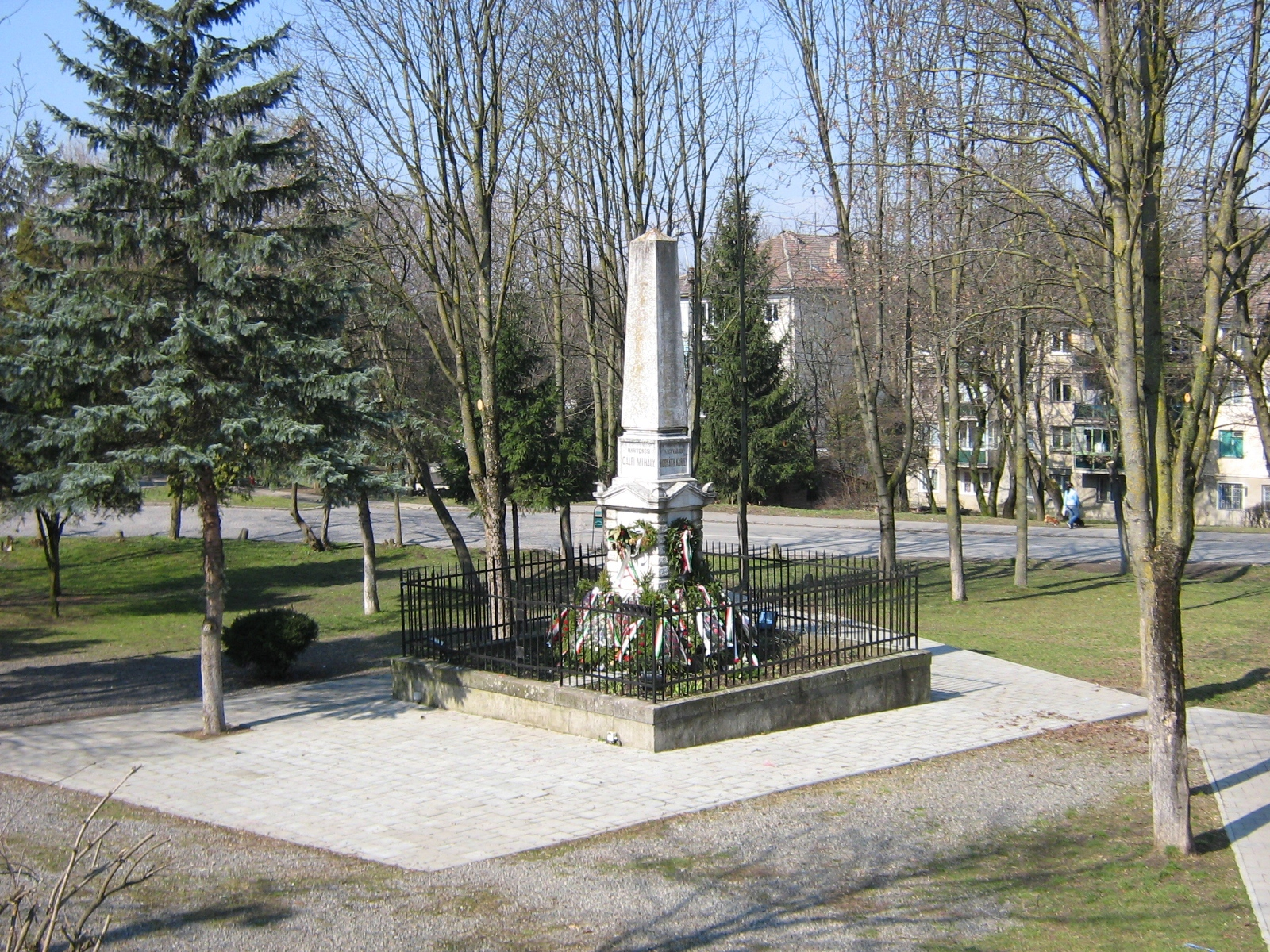
A székely vértanúk emlékműve a marosvásárhelyi Postaréten, 1875

A letartóztatottak kihallgatása két éven át tartott, majd következett a megtorlás. Az összeesküvés vezetőit felakasztották, a többi résztvevőre 5-18 évi várfogságot szabtak ki.
- Kivégzettek:
  - 1854. március 10-én Marosvásárhelyen: Gálffy Mihály (Udvarhelyszék főparancsnoka), Horváth Károly (Háromszék főparancsnoka), (Bágyi) Török János (Marosszék főparancsnoka)
  - 1854. április 29-én Sepsiszentgyörgyön: Bartalis Ferenc, Gálffy sógora; Váradi József (honvéd)
  - Marosvásárhelyen végezték ki a Váradi-szabadcsapat két tagját, Bertalan László és Benedek Dániel földműveseket
- a halálos ítélet kegyelemből vasban letöltendő várfogságra változtatva:
  - 18 év: Boér Antal földbirtokos, Dobolyi Sándor ügyvéd
  - 15 év: Andrási Rafael ferencrendi gvardián, Beregszászi Imre földbirtokos, Kese Elek földbirtokos, Magos Ernő ügyvéd, Nagy József iparos, Tompa Lajos ügyvéd
  - 12 év: Bereczki Sándor földbirtokos, Bitali Mihály református lelkész, Dáné Károly nevelő, Finna János földbirtokos, Hajnal Róza, Lengyel Ádám földbirtokos, Lőrinczi Mihály ügyvéd, Marosi János földbirtokos, Minorics Károly polgár, Török Jánosné, Varga Zsigmond földbirtokos
  - 10 év: Árkosi Mózes unitárius lelkész, Bányai Antal ügyvéd, Bedő Sándor földbirtokos, Beke Dénes unitárius lelkész, Boncza Imre földbirtokos, Dózsa Sándor földbirtokos, Elekes József földbirtokos, Gaál Antal földbirtokos, Jakó Antal református lelkész, özvegy Kenderessy Elekné, Lugosi József kormányszéki hivatalnok, Szabó Lajos földbirtokos, Tilcs János könyvkereskedő
  - 8 év: Benedek Mihály földbirtokos, Boér János földbirtokos, Donáth Pál földbirtokos, Makkai András református iskolamester, Pálfi Mózes katolikus lelkész, Solymosi István református lelkész, Veress József tordai főjegyző
  - 6 év: Soófalvi József unitárius rektor
  - 5 év: Deák Farkas hittanhallgató, Horváth Gáspár hittanhallgató, Molnár József gazdatiszt, Nagy Dani hittanhallgató, Palkó József református lelkész, Papp János ügyvéd.

## Emlékezete
A marosvásárhelyi kivégzés színterén, a Postaréten 1875-ben emlékművet avattak fel; az emlékbeszédet Orbán Balázs tartotta, feliratát Jókai Mór írta.
A Székely Nemzeti Tanács 2012. január 6-i határozata alapján minden év március 10-én, a székely szabadság napján emlékeznek a vértanúkra. Ez a nap a székelység összetartozásának napja.